# Acoplamento de Hiyama
O acoplamento de Hiyama é uma reação de acoplamento cruzado catalisada por paládio entre organossilanos e haletos orgânicos. Essa reação foi descoberta em 1988 por Tamejiro Hiyama e Yasuo Hatanaka como um método para formar ligações carbono-carbono sinteticamente com quimio e regiosseletividade. O acoplamento de Hiyama tem sido aplicado à síntese de vários produtos naturais.
{\displaystyle {\begin{matrix}{}\\{\ce {{R-SiR''_{3}}+R'-X->[\mathrm {F^{-}} ][{\text{Pd cat.}}]R-R'}}\end{matrix}}}
- {\displaystyle \mathrm {R} }: aril, alquenil ou alquinil
- {\displaystyle \mathrm {R^{\prime }} }: aril, alquenil, alquinil ou alquil
- {\displaystyle \mathrm {R^{{\prime }{\prime }}} }: Cl, F ou alquil
- {\displaystyle \mathrm {X} }: Cl, Br, I ou OTf (triflato)

## Histórico
O acoplamento de Hiyama foi desenvolvido para contornar problemas associados a acoplamentos com outros reagentes organometálicos. A reatividade inicial do organossilicato não foi relatada pela primeira vez por Hiyama, mas por Kumada, que relatou uma reação de acoplamento usando organofluorosilicatos mostrada abaixo. Hiyama, então, descobriu que organossilanos tornam-se reativos quando ativados por uma fonte de flúor. Essa reatividade é catalisada por um composto contendo paládio, formando-se uma ligação carbono-carbono entre o carbono do organossilano e um carbono eletrofílico, como um haleto orgânico. Compostos de organossilício são inativos em comparação com reagentes organometálicos mais comuns, como organomagnésio (reagente de Grignard) e organocobre, que são muito reativos e pouco quimiosseletivos e podem destruir grupos funcionais em ambos os reagentes de acoplamento. Outros reagentes que utilizam metais como zinco (acoplamento de Negishi), estanho (acoplamento de Stille) e boro (acoplamento de Suzuki-Miyaura) são menos inadequados quanto à reatividade, mas apresentam outros problemas inerentes a cada um: os reagentes organozinco são sensíveis à umidade, os compostos organoestanho são tóxicos e os reagentes organoboro não costumam estar prontamente disponíveis, são caros e muitas vezes são instáveis. Os organosilanos são compostos mais acessíveis que, após a ativação, de modo semelhante ao dos compostos de organoestanho ou organoboro, com flúor ou uma base, podem reagir com organo-haletos para formar ligações C–C de maneira quimio e regiosseletiva. A reação relatada a princípio foi utilizada para acoplar e ativar facilmente nucleófilos de organossilício e organo-haletos (eletrófilos) na presença de um catalisador de paládio. Desde essa descoberta, vários grupos têm trabalhado para expandir a abrangência dessa reação e remediar os problemas com esse primeiro acoplamento, como a necessidade de ativação do organossilano com flúor.

## Mecanismo
O organossilano é ativado com flúor, geralmente com algum tipo de sal como TBAF — fluoreto de tetrabutilamônio — ou TASF — difluorotrimetilsilicato de tris(dimetilamino)sulfônio — ou com uma base para formar um centro de silício pentavalente lábil o suficiente para propiciar a quebra de uma ligação C–Si durante a etapa de transmetalação. O esquema geral para formar essa chave intermediária é mostrado abaixo. Tal etapa ocorre in situ ou concomitantemente ao ciclo catalítico na reação.
O mecanismo para o acoplamento de Hiyama segue um ciclo catalítico, incluindo: uma etapa de adição oxidativa (A), na qual o haleto orgânico se adiciona ao paládio oxidando o metal de paládio (0) para paládio (II); uma etapa de transmetalação (B), na qual a ligação C–Si é quebrada e o segundo fragmento de carbono é ligado ao centro de paládio; e, finalmente, uma etapa de eliminação redutiva (C), na qual a ligação C–C é formada e o paládio retorna ao seu estado de valência zero para reiniciar o ciclo. O ciclo catalítico é mostrado abaixo.

## Abrangência e limitações

### Abrangência
O acoplamento de Hiyama pode ser aplicado à formação de ligações Csp2–Csp2 (por exemplo, aril–aril) e de ligações Csp2–Csp3 (por exemplo, aril–alquil). Bons rendimentos sintéticos são obtidos com acoplamentos de haletos de arila, haletos de vinila e haletos alílicos, sendo os maiores rendimentos proporcionados por compostos organoiodo. O escopo dessa reação foi expandido por Scott E. Denmark para incluir o fechamento de anéis de tamanho médio.

Acoplamento de Hiyama como uma reação de fechamento de anel

O acoplamento de haletos de alquila com organo-halossilanos como alternativa a organossilanos também foi realizado. Os organoclorossilanos permitem acoplamentos com cloretos de arila, que são abundantes e geralmente mais econômicos que os iodetos de arila. Um catalisador de níquel permite a reação de organotrifluorosilanos conforme relatado por GC Fu et al. Com essa reação, haletos de alquila secundários são acoplados com arilsilanos com bons rendimentos.

### Limitações
O acoplamento Hiyama é limitado pela necessidade de flúor para ativar o reagente de organossilício. A adição de flúor cliva quaisquer grupos protetores de silício (por exemplo, éteres de silil), que são freqüentemente empregados em síntese orgânica. O íon flúor também é básico, podendo sua adição afetar prótons ácidos e grupos protetores sensíveis a bases. A maior parte da pesquisa ativa sobre essa reação envolve o contorno desse problema. Para superá-lo, muitos grupos buscaram utilizar outros aditivos básicos para ativação ou encontrar um reagente organossilano diferente, o que levou a múltiplas variações do acoplamento Hiyama original.

## Variações
Uma modificação do acoplamento de Hiyama utiliza um anel de silaciclobutano e uma fonte de flúor hidratada conforme mostrado abaixo. Isso imita o uso de um alcoxisilano/organosilanol em vez do uso de alquilsilano. O mecanismo desta reação permitiu a projeção de reações futuras que possam evitar o uso da fonte de flúor.

Espécie intermediária proposta para o acoplamento de Hiyama-Denmark com silaciclobutanos

### Acoplamentos de Hiyama sem flúor
Muitas modificações ao acoplamento Hiyama foram desenvolvidas para evitar o uso de um ativador/base de flúor. Usando organoclorossilanos, Hiyama descobriu um esquema de acoplamento utilizando NaOH como ativador básico. Modificações usando alcoxisilanos foram relatadas com o uso de bases mais suaves como NaOH e até mesmo água. O estudo desses mecanismos levou ao desenvolvimento do acoplamento Hiyama-Denmark, que utiliza organossilanóis como reagentes de acoplamento.

Acoplamento de Hiyama promovido por NaOH

Outra classe de acoplamentos Hiyama sem flúor inclui o uso de um aditivo ácido de Lewis, que permite que bases como K3PO4 sejam utilizadas ou, até mesmo, que a reação ocorra sem um aditivo básico. A adição de um cocatalisador de cobre também foi relatada para permitir o uso de um agente de ativação mais brando.

Acoplamento de Hiyama com um cocatalisador de cobre

### Acoplamento de Hiyama-Denmark
O acoplamento de Hiyama-Denmark é a modificação do acoplamento de Hiyama que não requer um aditivo de flúor para utilizar organossilanóis e haletos orgânicos como reagentes de acoplamento. No esquema geral da reação, mostrado abaixo, é utilizada uma base de Brønsted-Lowry como agente ativador em vez do flúor. Ligantes fosfina também estão presentes no centro metálico.
Um exemplo dessa reação é mostradoa seguir. Se o flúor tivesse sido utilizado, como no protocolo original de Hiyama, o éter terc-butildimetilsilílico (TBDMS) provavelmente teria sido destruído.

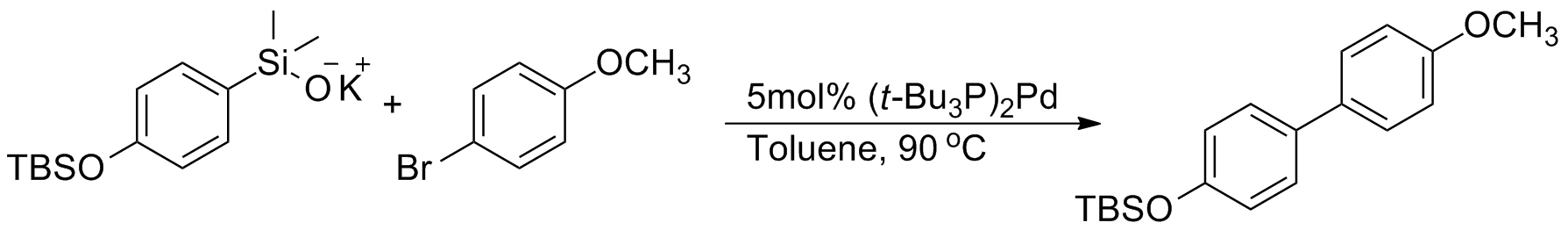
Exemplo de acoplamento de silanol sem aditivos de flúor

#### Mecanismo do acoplamento de Hiyama-Denmark
A análise do mecanismo dessa reação sugere que a formação do silonato é suficiente para proporcionar a adição do organossilano ao centro de paládio. A presença de um silício pentavalente não é necessária e a análise cinética mostrou que essa reação tem comportamento de primeira ordem em relação à concentração de silonato. Isso se deve à formação da ligação chave, a ligação Pd–O durante a etapa de transmetalação, que permite a transferência do fragmento de carbono para o centro de paládio. Com base nessa observação, acredita-se que a etapa limitante da velocidade nesse ciclo catalítico é a formação da ligação Pd–O, na qual o aumento da concentração de silonato leva a um aumento da velocidade reacional (indicativo de que essa é a etapa lenta da reação).